# مسك (مياندشت)
مسك (بالفارسية: مسک) هي قرية تقع في إيران في Miyandasht Rural District. يقدر عدد سكانها بـ 375 نسمة بحسب إحصاء 2016.